# 임방울국악제
임방울국악제(영어: Imbangul Traditional Korean music festival)는 판소리 명인 임방울의 업적을 기리고 판소리의 전승을 위해 매년 9월~10월에 대한민국 광주광역시에서 열리는 국악제이다.

## 역사
- 1997년 : 광주광역시 송정청년회의소 주관으로 제1회 전국임방울명창경연대회(학생경연대회) 개최
- 1998년 : 광주광역시 광주청년회의소 주관으로 제2회 국창임방울전승전국학생판소리경연대회 개최
- 1999년 : 사단법인 국창임방울선생기념문화재단 출범, 재단주관으로 제3회 국창임방울선생의 예술을 기리는 전국학생판소리 경연대회 개최
- 2000년 ~ 2002년 : 제4회~제6회 임방울국악제 전국경연대회 개최
- 2003년 ~ 현재 : 광주광역시에 광주국악대전(사단법인 광주국악진흥회 주관)과 임방울국악제가 매년 개최되어 예산 과다수요가 됨을 판단하고 양 법인 및 국악제 통합. 광주국악대전 횟수를 이어받아 제11회 임방울국악제 전국대회를 개최한 이후 매년 9~10월경 개최

## 대회 개요
- 주최 : 광주광역시, 조선일보사, SBS
- 주관 : (사)임방울국악진흥회, kbc
- 후원 : 문화체육관광부, 교육과학기술부, 한국국악협회
- 협찬 : 광주은행, 방일영문화재단, 수림문화재단[1], 삼성전자, (재)유당문화재단